# Habenaria dentirostrata
Habenaria dentirostrata är en orkidéart som beskrevs av Tang och Fa Tsuan Wang. Habenaria dentirostrata ingår i släktet Habenaria och familjen orkidéer. Inga underarter finns listade i Catalogue of Life.